# Luís Filipe của Bồ Đào Nha
D. Luís Filipe, Vương tử Vương thất của Bồ Đào Nha, Công tước xứ Bragança, (phát âm tiếng Bồ Đào Nha: [luiʃ fɨlip (ɨ)], 21 tháng 3 năm 1887 - ngày 1 tháng 2 năm 1908) là con trai cả và thừa kế-rõ ràng của vua Carlos I của Bồ Đào Nha. Ông sinh năm 1887 trong khi cha ông còn Vương tử Hoàng gia Bồ Đào Nha, và nhận được phong cách thông thường của những người thừa kế cho người thừa kế của vương miện Bồ Đào Nha.